# 呉竹医療専門学校
大宮呉竹医療専門学校（おおみやくれたけいりょうせんもんがっこう）は、埼玉県さいたま市に設置されたあん摩マッサージ指圧師、はり師、きゅう師および柔道整復師を養成する私立の専修学校。
学校法人呉竹学園が運営。東洋療法学校協会、全国柔道整復学校協会、埼玉県専修学校各種学校協会に加盟している。
2009年　呉竹医療専門学校 開校
2024年　大宮呉竹医療専門学校 へ校名変更

## 設置学科
- 鍼灸マッサージ科
  - I 部（昼 3年制、定員60名）

取得資格 - あん摩マッサージ指圧師、はり師、きゅう師の国家試験受験資格
- 鍼灸科
  - II部（夜 3年制、定員30名）

取得資格 - はり師、きゅう師の国家試験受験資格
- 柔道整復科
  - I 部（昼 3年制、定員60名）
  - II部（夜 3年制、定員30名）

取得資格 - 柔道整復師の国家試験受験資格

## 関連校
- 東京呉竹医療専門学校
- 横浜呉竹医療専門学校